# Zbigniew Babalski
Zbigniew Babalski (ur. 27 kwietnia 1953 w Ostródzie) – polski polityk, inżynier i samorządowiec. Poseł na Sejm VI, VII, VIII i IX kadencji (2007–2023), w 1998 wojewoda olsztyński, w latach 1999–2001 wojewoda warmińsko-mazurski, w latach 2015–2018 sekretarz stanu w Ministerstwie Rolnictwa i Rozwoju Wsi.

## Życiorys
Ukończył studia na Wydziale Rolniczym Akademii Rolniczo-Technicznej w Olsztynie (z tytułem zawodowym inżyniera rolnika) w 1984 oraz w Instytucie Oświaty Rolniczej ART z tytułem zawodowym magistra w 1986. Odbył podyplomowe studia w Wyższej Szkole Pedagogicznej w Olsztynie z zakresu zarządzania i organizacji oświatą.
Od 1980 należy do NSZZ „Solidarność”. Działał w Ruchu Społecznym AWS, następnie przystąpił do Prawa i Sprawiedliwości.
Pracował w Zakładzie Naprawy Maszyn Rolniczych Ostróda, później w jako nauczyciel w Zespole Szkół Rolniczych w Ostródzie oraz dyrektor delegatury kuratorium oświaty w Olsztynie.
Od 1994 do 1998 był radnym i burmistrzem Ostródy. W wyborach parlamentarnych w 1997 bez powodzenia ubiegał się o mandat poselski z listy Akcji Wyborczej Solidarność w województwie olsztyńskim (otrzymał 4559 głosów). W 1998 pełnił funkcję wojewody olsztyńskiego. W tym samym roku został wybrany do sejmiku warmińsko-mazurskiego. Zrezygnował z mandatu radnego, obejmując urząd wojewody warmińsko-mazurskiego, który sprawował do 1 listopada 2001. W wyborach parlamentarnych w 2001 kandydował do Sejmu z listy Akcji Wyborczej Solidarność Prawicy, która nie uzyskała mandatów. Pracował następnie jako zastępca dyrektora oddziału terenowego Agencji Nieruchomości Rolnych. W latach 2006–2007 ponownie zasiadał w sejmiku.
W wyborach parlamentarnych w 2007 z ramienia Prawa i Sprawiedliwości uzyskał mandat poselski, otrzymując w okręgu elbląskim 6580 głosów. W wyborach w 2011 z powodzeniem ubiegał się o reelekcję, dostał 7217 głosów. W 2014 bez powodzenia kandydował do Parlamentu Europejskiego. W 2015 został ponownie wybrany do Sejmu, otrzymując 11 695 głosów.
1 grudnia 2015 powołany na sekretarza stanu w Ministerstwie Rolnictwa i Rozwoju Wsi oraz pełnomocnika rządu ds. kształtowania ustroju rolnego. 26 czerwca 2018 złożył rezygnację z funkcji rządowych, która została przyjęta. W wyborach w 2019 z powodzeniem ubiegał się o poselską reelekcję, otrzymując 19 293 głosy. Nie kandydował w kolejnych wyborach w 2023.